# فرمان تسالونیکی

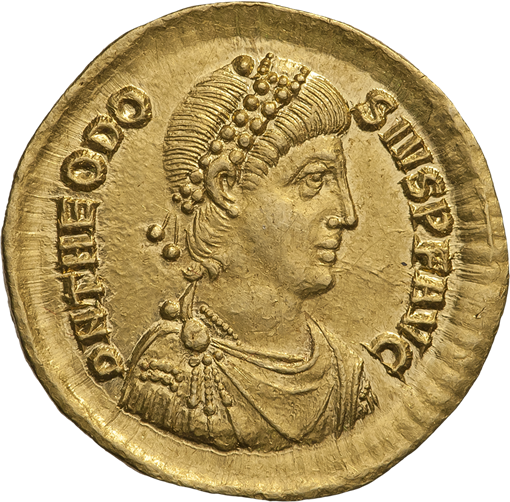
نقش تئودوسیوس یکم با تاجی از مروارید بر سر

فرمان تسالونیکی (انگلیسی: Edict of Thessalonica) صادر شده در ۲۷ فوریه ۳۸۰ پس از میلاد توسط تئودئوس یکم، کاتولیک اعتقادنامه نیقیه مسیحیت به عنوان دین دولتی روم سایر عقاید مسیحی مانند آریانیسم را به عنوان بدعت در مسیحیت «دیوانه‌های احمق» محکوم کرد و آزار و اذیت دینی آنها را مجاز کرد.
این فرمان، خطاب به ساکنان قسطنطنیه که تئودئوس یکم می‌خواستند آنها آرام کند تا شهر را اقامتگاه امپراتوری خود قرار دهد، اولین قانون سکولار شناخته شده را تشکیل می‌دهد که در مقدمه خود تعریف روشنی از آنچه که یک حاکم رومی مسیحی به عنوان ارتدکس در نظر می‌گیرد را شامل می‌شود و راه سرکوب مخالفان واجد شرایط «بدعت گذار» را باز می‌کند. فرمان تسالونیکی متعاقباً در کتاب شانزدهم مجموعه قوانین تئودوسیوس گنجانده شد و نقطه عطف رسمی تاریخ‌نگاری مسیحیت امپراتوری روم بود.

## زمینه
در سال ۳۱۳، امپراتور کنستانتین یکم، همراه با همتای شرقی خود، لیسینیوس، فرمان میلان را صادر کرد، که تحمل مذهبی و آزادی ادیان را برای مسیحیان تحت تعقیب اعطا می‌کرد.

## نکته‌ها
1. ↑  فرمان اولی است که قطعاً کاتولیک ارتدکس را به عنوان دین ثابت دولت روم معرفی می‌کند. این نشان دهنده پایان مناقشه مذهبی قرن چهارم در مورد تثلیث است که توسط آریانیسم ایجاد شد و تعاریف عقاید ارتدکس توسط اولین شورای نیقیه (۳۲۵) را فرا خواند. اولین شورای قسطنطنیه (۳۸۱). تصدیق دکترین واقعی تثلیث به عنوان آزمونی برای به رسمیت شناختن دولت تبدیل شده‌است. استناد از رؤیای روم به عنوان معیار باور صحیح قابل توجه است. پرانتز شدن نام اسقف اسکندریه با نام پاپ به دلیل دفاع سرسختانه مصر از موضع تثلیث، به ویژه تحت آتاناسیوس اسکندریه بود. جمله آخر فرمان نشان می‌دهد که امپراتورها به استفاده از نیروی فیزیکی در خدمت ارتدکس فکر می‌کنند. این اولین نمونه ثبت شده از چنین خروجی است.[۱]